# فرانكلين ديلغادو
فرانكلين ديلغادو (بالإسبانية: Franklin Delgado) (18 فبراير 1966 - ) هو لاعب كرة قدم بنمي في مركز قلب الدفاع. شارك مع منتخب بنما لكرة القدم. أما مع النوادي، فقد لعب مع نادي بلاتنسي وSan Francisco F.C. ‏ وليمنيو ديبورتيفو ‏ وسبورتينغ سان ميغيليتو وC.D. Pan de Azúcar ‏.

## وصلات خارجية
- فرانكلين ديلغادو على موقع قاعدة بيانات كرة القدم.إي يو (الإنجليزية)
- فرانكلين ديلغادو على موقع ناشيونال فوتبول تيمز (الإنجليزية)
- فرانكلين ديلغادو على موقع Soccerbase.com (لاعب) (الإنجليزية)
- فرانكلين ديلغادو على موقع Soccerway.com (الإنجليزية)
- فرانكلين ديلغادو على موقع عالم كرة القدم.نت (الإنجليزية)